# Walter Olivera
Walter Daniel Olivera Prada (* 16. August 1952 in Parque del Plata) ist ein ehemaliger uruguayischer Fußballnationalspieler und Fußballtrainer. Er verkörperte den robusten uruguayischen Verteidiger seiner Ära  – „marcamos sucio, bien a la uruguaya“ war sein Motto: „derb decken, auf die gute uruguayische Art.“ Zwischen 1972 und 1982 war er die dominierende Person in der Abwehr des CA Peñarol, mit dem er sieben Landesmeisterschaften sowie 1982 die Copa Libertadores und den Weltpokal gewann. Bis zur Mitte der 1980er Jahre konnte er auch als Spieler und Trainer Erfolge mit dem brasilianischen Verein Atlético Mineiro erzielen. Mit der Nationalmannschaft gewann er zudem mit dem Mundialito die „kleine Weltmeisterschaft“ 1980 und die Copa América 1983.

## Karriere

### Frühe Jahre
Walter „Indio“ Olivera wurde in La Palmita, einem kleinen Ort etwa zehn Kilometer von Atlántida im Hinterland der uruguayischen Costa de Oro entfernt, als Sohn eines Landarbeiters geboren. Auch Olivera arbeitete oft als Landarbeiter, ehe er sich mit 17 Jahren der Jugend des Hauptstadtvereins Club Atlético Peñarol anschloss.
Ab seinem 15. Lebensjahr spielte er für den dieser Tage nicht mehr existenten Verein von La Palmita, mit dem er in der örtlichen Liga antrat. Ursprünglich wurde er dort als Mittelstürmer eingesetzt, erwies sich aber als wenig torgefährlich. Nach dem Ausfall eines Verteidigers wurde er aufgrund seiner Statur auf dessen Position beordert. 1969 wurde er als siebzehnjähriger von Spähern in die Hauptstadt Montevideo zur Jugend des Spitzenvereins Club Atlético Peñarol geholt. In seiner ersten Zeit fand er Montevideo noch recht unbehaglich und reiste von seinem rund 40 km entfernten Heimatort zu Training und Spielen.

### Erfolge mit Peñarol und der Nationalmannschaft
Zu seinem ersten Einsatz in der uruguayischen Profiliga kam er 1972, als sich die Kampfmannschaft von Penãrol auf Europatournee befand und die ersten Meisterschaftsspiele mit der Reserve begannen. Das Spiel gegen Cerro ging mit 0:1 verloren. Bereits am 17. Mai 1973 debütierte er unter Trainer Hugo Bagnulo für die uruguayische Fußballnationalmannschaft bei einem 1:1 in Buenos Aires gegen Argentinien. Bei seinem dritten Länderspiel im Juni in Bogotá gegen Kolumbien um die Weltmeisterschaftsqualifikation wurde er zusammen mit seinem Gegenspieler in der 22. Minute des Feldes verwiesen – was seine einzige Rote Karte im Nationaltrikot bleiben sollte. Im selben Jahr gewann er mit Peñarol auch seine erste Landesmeisterschaft.
In den folgenden Jahren stieg der bärtige Olivera zum Spielführer Peñarols auf. Ein bei einem Länderspiel im April 1974 in Australien erlittener Beinbruch brachte ihn um die Teilnahme an der Weltmeisterschaft desselben Jahres. Bei seiner Rückkehr auf den Platz zog er sich in einem Freundschaftsspiel erneut einen Bruch am selben Bein zu. Insgesamt war er für rund sieben Monate mit der Verletzung beschäftigt. Im weiteren Verlauf seiner Karriere sollte er noch Brüche von Schlüsselbein und Schulterblatt erleiden.
Mit Peñarol gewann Olivera bis in die frühen 1980er-Jahre noch sechs weitere Male die Meisterschaft Uruguays. Höhepunkt bei den Schwarz-Gelben war aber der Gewinn der Copa Libertadores 1982. Nachdem Peñarol in den Halbfinalgruppenspielen alle vier Spiele gegen CR Flamengo aus Rio de Janeiro und CA River Plate aus Buenos Aires gewonnen hatte, reichte es im November im Finalhinspiel gegen CD Cobreloa aus Chile zu Hause im ehrwürdigen Estadio Centenario nur zu einem torlosen Remis. Drei Tage später beim Rückspiel im Estadio Nacional der chilenischen Hauptstadt Santiago erzielte jedoch Fernando Morena, der sich damit zum dritten Mal als Torschützenkönig des Wettbewerbes manifestierte, in der vorletzten Minute mit dem 1:0 den Treffer, der dem Verein zum vierten Mal nach 1960, 1961 und 1966 die begehrteste südamerikanische Vereinstrophäe einbrachte.
Im Dezember des Jahres kam es daraufhin in der japanischen Hauptstadt Tokio zum Duell gegen den Europapokalsieger Aston Villa FC aus Birmingham, der in seinem Kontinentalfinale den FC Bayern München bezwungen hatte. Auch in diesem Spiel ließ die Hintermannschaft um Kapitän Olivera und Nelson Gutiérrez – „herausragend“, wie berichtet wurde – keinen Gegentreffer zu. Der Brasilianer Jair Gonçalves per Freistoß und der junge Linksaußen Walkir Silva stellten den Sieg für die von Hugo Bagnulo, dem erfolgreichsten Trainer der uruguayischen Meisterschaftsgeschichte, trainierte Mannschaft sicher.
1980 feierte Walter Olivera seinen ersten großen Triumph mit der Nationalmannschaft. Beim in Montevideo anlässlich des 50-jährigen Jubiläums der Erstaustragung der Fußball-Weltmeisterschaft ausgetragenen Mundialito, an dem alle vorherigen Weltmeister außer England, das durch den Vizeweltmeister Niederlande ersetzt wurde, teilnahmen, besiegte Uruguay im Finale Brasilien um den jungen Sócrates mit 2:1. Bei der Copa América 1983 gewann Uruguay um den großen Enzo Francescoli durch einen 2:0-Sieg im Finale gegen Brasilien den Titel von 1983. Olivera kam aber nurmehr bei zwei Gruppenspielen zum Einsatz. Sein Einsatz Mit einem 2:2 in einem Freundschaftsspiel am 26. September 1983  im Bloomfield-Stadion von Tel Aviv-Jaffa gegen Israel gab er seine 30. und letzte Vorstellung für die Celeste, für die er, 1980 in einem Freundschaftsspiel gegen die Schweiz, ein Tor erzielte. Bereits 1975 nahm er mit Uruguay an der Copa América teil. Uruguay hatte seinerzeit als Titelverteidiger ein Freilos bis zum Halbfinale und scheiterte dort an Kolumbien, das wiederum in den Finalspielen gegen Peru unterlag. An der Qualifikation zu den Weltmeisterschaften 1978 und 1982 scheiterte er mit Uruguay an Bolivien und Peru. 1976 nahm er zudem bei einem Qualifikationsspiel für die Olympischen Spiele von 1976 teil und erzielte beim 1:1 gegen Chile ein Tor. Uruguay qualifizierte sich, verzichtete aber auf die Teilnahme.

### Karriereausklang in Brasilien
Ab Oktober 1983 spielte Walter Olivera in Belo Horizonte, der Hauptstadt des brasilianischen Bundesstaates Minas Gerais bei Atlético Mineiro, dem Halbfinalisten der brasilianischen Meisterschaft, und gewann mit dem Verein bis zum Jahresende die Staatsmeisterschaft. Im Folgejahr überragte Atlético weder bei der nationalen Meisterschaft noch bei der Staatsmeisterschaft, konnte aber im August beim Einladungsturnier in Amsterdam nach einem Sieg gegen den niederländischen Meister und Pokalsieger Feyenoord Rotterdam im Finale auch die Gastgeber Ajax Amsterdam um Marco van Basten und Ronald Koeman, wenngleich erst im Elfmeterschießen, bezwingen und dadurch einen Achtungserfolg erzielen.
1985 schied Atlético bei der nationalen Meisterschaft erst im Halbfinale knapp mit Ergebnissen von 0:1 und 0:0 gegen den Meister des Jahres, den Coritiba FC, aus. Anschließend begab sich Atlético wieder auf große Europareise. Nach einem Sieg gegen Athletic Bilbao, spanischer Double-Gewinner des Vorjahres, gab es beim Amsterdamer Turnier diesmal eine 1:4-Final-Niederlage gegen den neuen niederländischen Meister Ajax. Auch bei einem Turnier in La Linea in Spanien kam Atlético ins Finale, unterlag dort aber dem spanischen Meister FC Barcelona mit 1:3. Die Europareise des Vereins endete Mitte August in einem Spiel in Rom gegen AS Roma. Walter Olivera steuerte zu dem Spiel, mit dem er seine Laufbahn als Spieler beendete, zwei Treffer zum 4:4-Endergebnis bei.

## Trainertätigkeit
Im Oktober des Jahres löste er während der laufenden Staatsmeisterschaft Vicente Lage auf der Trainerbank von Atlético ab. Im Dezember besiegte Atlético im Finale den Ortsrivalen Cruzeiro Belo Horizonte vor knapp 85.000 Zuschauern im Mineirão mit 1:0 und Olivera konnte damit auch als Trainer einen Erfolg aufweisen.
Bis Dezember 1987 hatte er das Traineramt bei den Rampla Juniors inne. In späteren Jahren trainierte er in Uruguay auch Vereine in unteren Ligen. Um 2005 zählte er bei Peñarol, wo er sich bereits 1992 für einige Wochen Interimstrainer zur Verfügung stellte und später auch Jugendtrainer war, zum Trainerstab von Profesor Aníbal Matonte.
Auch betreute er in der OFI die Auswahl von Pando.
Danach befasste Walter „Indio“ Olivera sich auch mit Ankauf, Restauration und Verkauf von Möbeln. Ehe er Profi wurde, war er Fan von Nacional, doch seither blieb er CA Peñarol stets verbunden. Sein Haus nannte der bärtig gebliebene Vater von drei Töchtern Grape, kurz für Gracias Peñarol – „Danke Peñarol!“

## Erfolge

### Als Spieler
Nationalmannschaft
- Mundialito: 1980
- Copa América: 1983

Auf Vereinsebene
- Weltpokal: 1982
- Copa Libertadores: 1982
- Uruguayischer Meister: 1973, 1974, 1975, 1978, 1979, 1981, 1982
- Staatsmeisterschaft von Minas Gerais: 1983, 1985

### Als Trainer
- Staatsmeisterschaft von Minas Gerais: 1985